# 사조영웅전 (1994년)
사조영웅전은 1994년 홍콩 TVB에 방송된 드라마이다. 원작은 김용(金庸)의 사조영웅전(射雕英雄傳)이다.

## 출연진
- 장지림 - 곽정 역
- 주인 - 황용 역
- 라가량 - 양강 역
- 관보혜 - 목염자 역
- 락응균 - 황약사 역
- 류단 - 홍칠공 역
- 주철화 - 구양봉 역
- 여한지 - 남제 역
- 증위권 - 곽소천 역
- 오려주 - 이평 역
- 림가화 - 양철심 역
- 량완정 - 포석약 역
- 려요상 - 주백통 역
- 왕위 - 완안홍렬 역
- 임가동 - 윤지평 역
- 임위 - 구양극 역
- 맥취한 - 매초풍 역
- 진예 - 정요가 역
- 곽정홍 - 육관영 역
- 류강 - 철목진 역
- 강의 - 가진악 역
- 애위 - 주총 역
- 황천탁 - 한보구 역
- 정가생 - 남희인 역
- 박군 - 전금발 역
- 리요경 - 장아생 역
- 진안옥 - 한소옥 역
- 장문단 - 영고 역
- 방걸 - 육승풍 역
- 홍조봉 - 구천인 역
- 홍조봉 - 구천장 역
- 진패산 - 화쟁 역
- 진길의 - 사고 역
- 왕유덕 - 도사 역
- 광좌휘 - 마옥 역
- 림상무 - 구처기 역
- 진송준 - 왕처일 역
- 황지현 - 타뢰 역
- 하호원 - 철별 역
- 맥자운 - 팽련호 역
- 진적극 - 사통천 역
- 초웅 - 후통해 역
- 곽덕신 - 왕중양 역
- 황일비 - 단천덕 역
- 마덕종 - 진현풍 역
- 여모련 - 손부이 역
- 하벽견 - 초목 역
- 량흠기 - 유처현 역
- 등욱송 - 양자옹 역
- 조제 - 영지상인 역
- 진면량 - 로유각 역
- 우천위 - 간장로 역
- 설숭기 - 량장로 역
- 리해생 - 팽장로 역
- 관청 - 완안홍희 역
- 량소추 - 상곤 역
- 료준웅 - 찰목합 역